# Список автовиробників Малайзії
Це список існуючих і ліквідованих автомобільних виробників Малайзії.

## Існуючі автовиробники

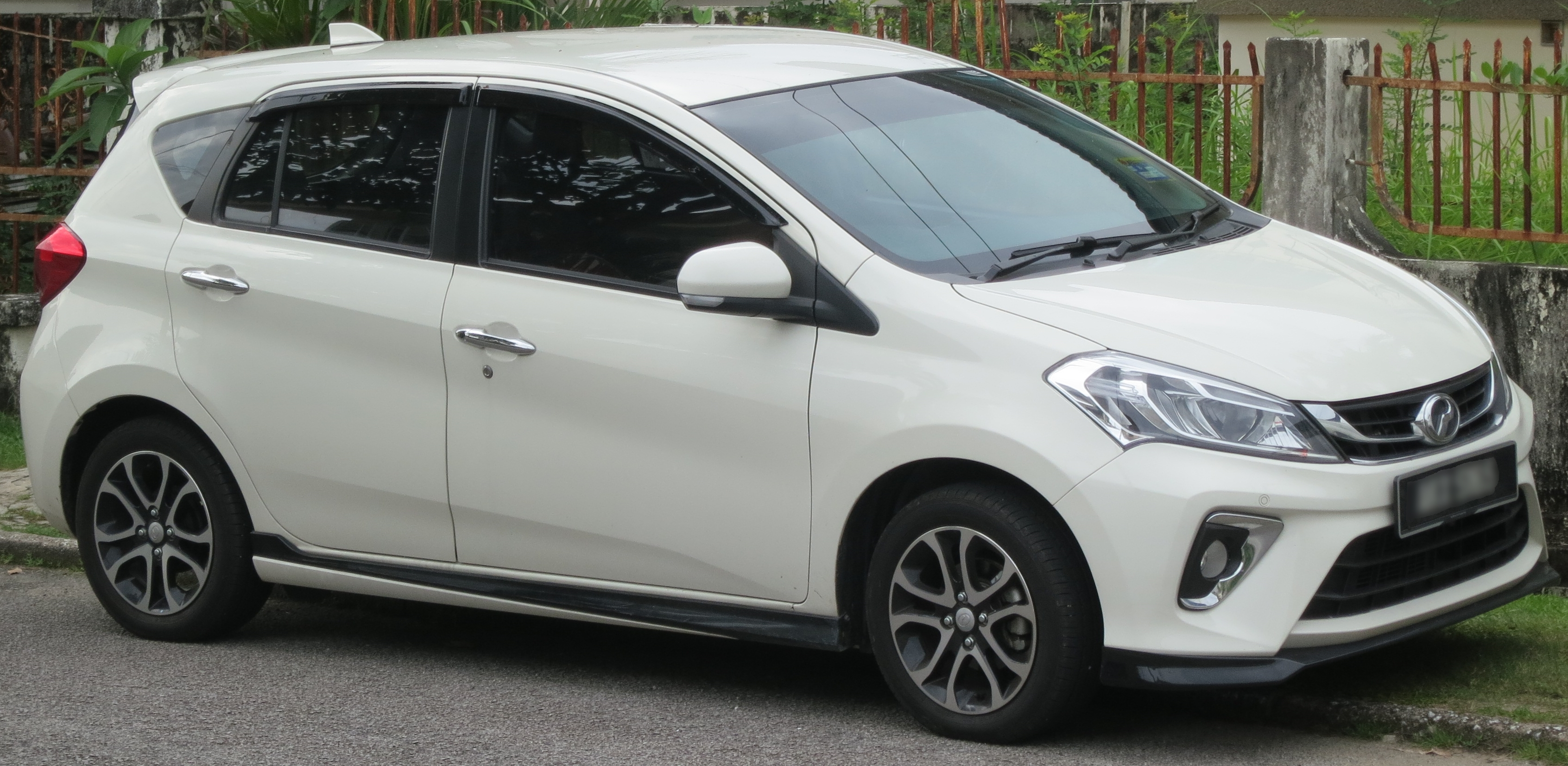
Perodua Myvi

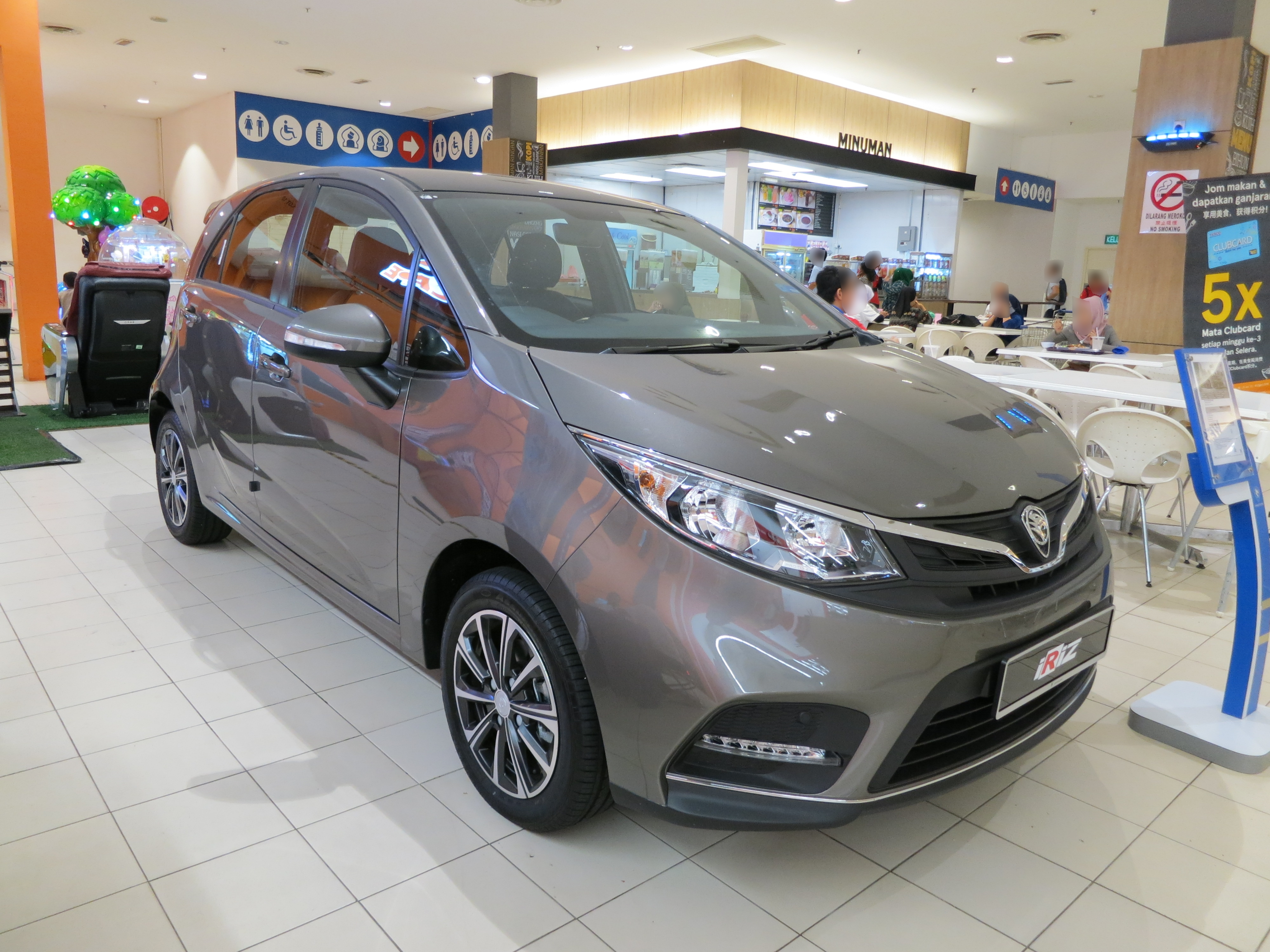
Proton Iriz

- Bufori (1986–дотепер)
- EV Innovations[1]
- Perodua (1992–дотепер)
- Proton (1983–дотепер)
- TD2000 (1998–дотепер)

### Існуючі контрактні виробники та спільні підприємства
- Berjaya Auto (1984–дотепер) виробляє та розповсюджує для наступних компаній у Малайзії:
  - Mazda
  - Peugeot
- Bermaz виробляє та розповсюджує для наступних компаній у Малайзії:
  - Mazda
  - Peugeot
- HICOM Automobile Manufacturers (1983–дотепер) виробляє та розповсюджує для наступних компаній у Малайзії:
  - Mercedes-Benz
  - Volkswagen
- Inokom (1992–дотепер) виробляє та розповсюджує для наступних компаній у Малайзії:
  - BMW
    - Mini

  - Hyundai
  - Mazda
- Sime Darby Motors
  - BMW (Sime Darby Auto Bavaria)
  - Ford (Sime Darby Auto ConneXion)
  - Hyundai (Hyundai-Sime Darby Motors)
- Tan Chong Motor (1972–дотепер) виробляє та розповсюджує для наступних компаній у Малайзії:
  - Nissan
- UMW Holdings (1987–дотепер) виробляє та розповсюджує для наступних компаній у Малайзії:
  - Toyota (UMW Toyota Motor)

### Іноземні компанії, що виробляють у Малайзії
- Volvo Car Manufacturing Malaysia (1966–дотепер)

## Ліквідовані виробники
- Esna[2] (2005)
- Perusahaan Otomobil Elektrik (1996–сер. 2000-х)

### Ліквідовані контрактні виробники
- Naza Automotive Manufacturing (2002–дотепер (більше не випускає автомобілі)) виробляв та розповсюджував для наступних компаній у Малайзії:
  - Citroën
  - DS
  - Hafei
  - Kia
  - Peugeot